# Сюлли, Максимильен-Пьер-Франсуа де Бетюн
Максимильен (IV)-Пьер-Франсуа де Бетюн (фр. Maximilien-Pierre-François de Béthune; 11 февраля 1640 — 19 июня 1694, замок Сюлли-сюр-Луар), герцог де Сюлли, пэр Франции — французский придворный.

## Биография
Сын Максимильена-Франсуа де Бетюна, герцога де Сюлли, и Шарлотты Сегье.
Суверенный князь милостью Божьей Анришмона и Буабеля, маркиз де Рони и Конти, барон де Ла-Шапель-д’Анжийон и де Бонтен, виконт де Мо и де Бретёй.
18 сентября 1654 назначен наследником отца в должности генерального наместника губернаторства Дофине. 19 сентября 1658 получил титул маркиза де Рони, 11 июня 1661 наследовал отцу как герцог де Сюлли и пэр Франции. 27 февраля 1665 принес присягу в Парламенте в качестве пэра. 15 июня 1665 назначен губернатором Манта, Мёлана, Понтуаза и Французского Вексена, и отдельно губернатором города и замка Манта.
31 декабря 1688 был пожалован в рыцари орденов короля.
Был участником описанного герцогом де Сен-Симоном процесса 1694 года в Парламенте против маршала Люксембурга, пытавшегося доказать свое старшинство перед другими пэрами.

## Семья
Жена (1.10.1658): Мари-Антуанетта Сервьен (1644—15.01.1702), дочь Абеля Сервьена, маркиза де Сабле и Шатонёфа, канцлера и хранителя печати, сюринтенданта финансов, и Огюстины Леру, дамы де Ла-Рош-дез-Обье
Дети:
- Максимильен-Пьер-Франсуа-Никола (25.09.1664—24.12.1712), герцог де Сюлли. Жена (10.04.1689): Мадлен-Арманда де Камбу (ок. 1664—30.01.1721), дочь Армана де Камбу, герцога де Куалена, и Мари дю Аргуэ
- Максимильен-Анри (1669—2.02.1729), герцог де Сюлли. Жена (контракт 14.02.1719): Мари-Жанна Гийон (ок. 1673—31.10.1736), дочь Жака Гийона, сеньора де Шампуле, и Жанны Бувье де Ламот
- Мадлен, называемая мадемуазель д'Анришмон
- Луиза-Элизабет (ок. 1662—2.10.1721), монахиня в Сен-Дени
- Элизабет, монахиня в Сен-Дени
- Шарлотта (ум. 29.04.1672)